# Ulica Jana Matejki w Kłodzku

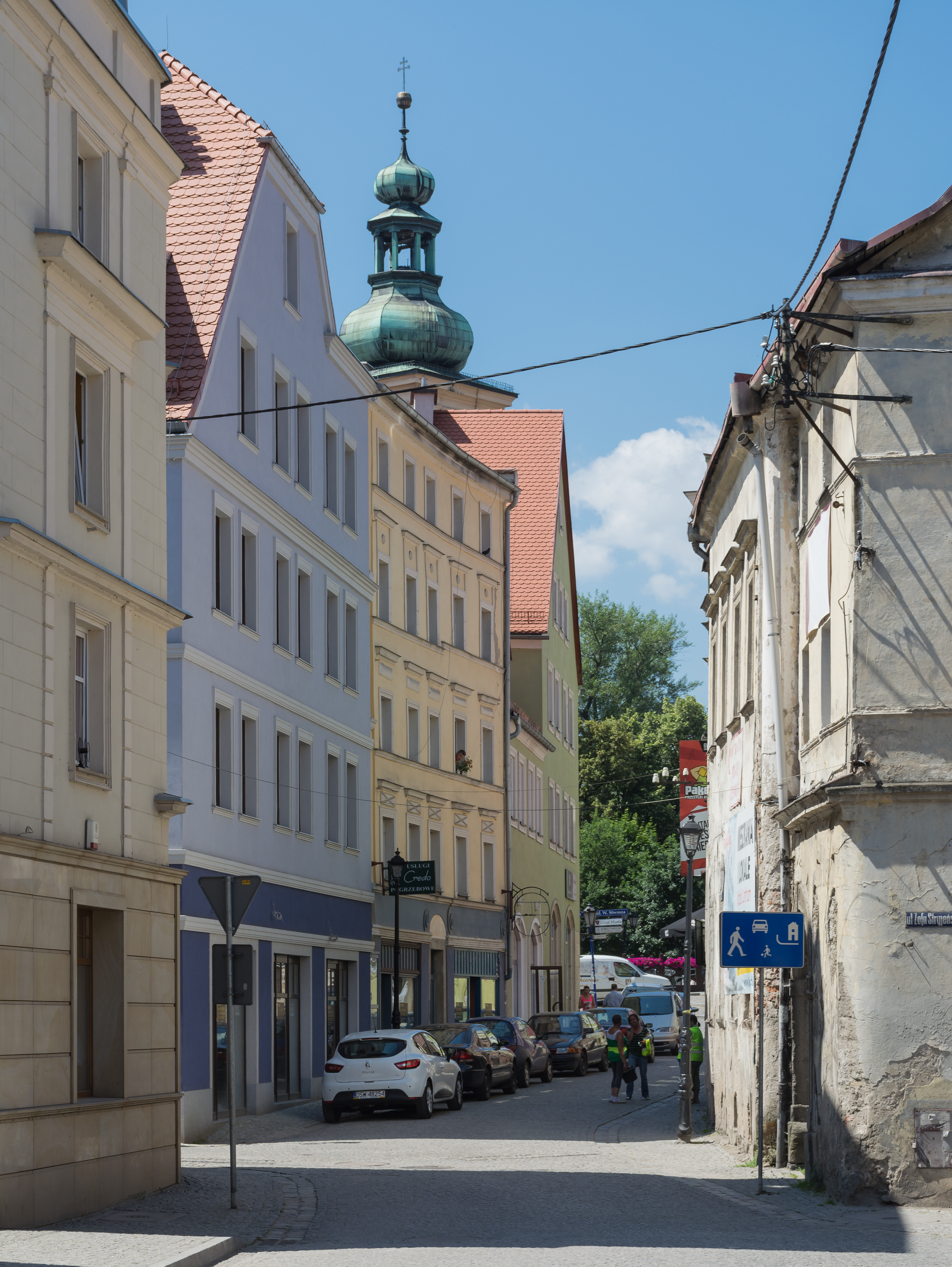
Ulica Jana Matejki

Ulica Jana Matejki – kłodzka ulica położona na Wyspie Piasek w centrum miasta, stanowiąca jedną z tras wylotowych ze starego miasta w kierunku wschodnim. Jej początki sięgają czasów średniowiecza. Współcześnie rozpoczyna ona swój bieg z północno-wschodniego narożnika ulicy (właściwie placu) Artura Grottgera, biegnąć na wschód w kierunku rzeki Nysy Kłodzkiej. Jej patronem jest Jan Matejko (1838–1893) – jeden z najwybitniejszych przedstawicieli polskiego malarstwa historycznego, co wpisuje się w nazewnictwo wielu ulic znajdujących się na Wyspie Piasek, noszących imiona polskich malarzy, po zakończeniu II wojny światowej i objęcia Kłodzka przez polską administrację.

## Przebieg i ruch uliczny
Ulica Jana Matejki położona jest w środkowej części Wyspy Piasek, stanowiąc jedną z tras wylotowych z historycznego przedmieścia o tej samej nazwie w kierunku wschodnim. Rozpoczyna się ona w północno-wschodniego narożniku ulicy Artura Grottgera, w rejonie mostu gotyckiego. Trasa ta biegnie ku północnemu wschodowi, w połowie swej długości załamuje się i kieruje się dalej na wschód, w kierunku rzeki Nysy Kłodzkiej. Po jej przekroczeniu za pomocą mostu, przechodzi w ulicę Śląską, krzyżując się wcześniej z ulicami: Józefa Chełmońskiego i Stanisława Moniuszki.
Ulica Jana Matejki jest na całej swojej długości dwukierunkowa. Stanowi ona drogę gminną o charakterze osiedlowym, będącą w zarządzie gminy miejskiej Kłodzko. Natężenie ruchu ulicznego jest na niej bardzo małe. Ze względu na taki charakter ulicy nie przebiegają tędy trasy komunikacji miejskiej oraz dalekobieżnej.

## Obiekty
- Kamienica przy ul. Matejki 1–1a – początkowo w tym miejscu istniały dwie kamienice z XVII wieku o cechach wyraźnie barokowych, z których lewa liczyła dwie kondygnacje i zwieńczona była szczytem, z kolei prawa trzy kondygnacje i zwieńczona była dużo bardziej ozdobnym szczytem[5]; obie kamienice zostały ze sobą połączone i znacznie rozbudowane w latach 1920–1925, m.in. o oficyny; budynek liczy obecnie cztery kondygnacje i posiada ozdobną frontową elewację o cechach neobarokowych (dwa bliźniacze szczyty) z narożną wieżyczką po lewej stronie (druga i trzecia kondygnacja); łączna powierzchnia budynku wynosi 520 m²; od XIX wieku mieścił się w nim sklep kolonialny i winiarnia Fritza Teuschera z ogórkiem winnym na tyłach budynku[6] oraz zegarmistrz i jubiler firmy Carla Donkela[7]; po 1945 roku na parterze budynku ulokowano sklep spożywczy nr 2 należący do Powszechnej Spółdzielni Spożywców „Społem” (aktualnie „Aligator”) oraz sklep chemiczny (obecnie kwiaciarnia); obiekt przeszedł remont w latach 2012–2013[8].
- Kamienica przy ul. Matejki 2 – pięciokondygnacyjna kamienica z początku XIX wieku, na parterze przed wojną mieściła się pralnia, farbiarnia należąca do Peppi Bartosch, a następnie Wilhelma Hamera oraz sklep z materiałami do ogrodu; współcześnie parter budynku zajmuje „Bar z Domowego Gara”[9].
- Kamienica przy ul. Matejki 3 – jest to zabytkowa wąska kamienica szczytowa z dwuspadowym dachem zbudowana w XVIII wieku w stylu barokowym, nieznacznie zmodernizowana w latach 20. XX wieku w związku z przebudową sąsiednich budynków; mimo to zachowała swój przedmiejski charakter; mieściła się w niej przed II wojną światową piekarnia należąca do rodziny Bittnerów („Paul Bittner Bäckerei u. Konditorei”, „Paul Bittner Brot- Weiss- & Feinbäckerei”)[10]; po 1945 roku tradycje te kontynuowała rodzina Marudów, która ponadto posiadała w swojej ofercie dział z mięsem i wędlinami[11]; w 1984 roku obiekt został wpisany do rejestru zabytków[12]; kamienica została całkowicie zniszczona podczas powodzi z 7/8 lipca 1997 roku i od tego czasu znajduje się w stanie zabezpieczonej ruiny[13].
- Kamienica przy ul. Matejki 4 – była to wąska trzytraktowa kamienica z początku XIX wieku; przed 1945 rokiem na parterze mieścił się sklep kolonialny Josefa Marxa; zniszczona w trakcie powodzi z 1997 roku; została rozebrana[14].

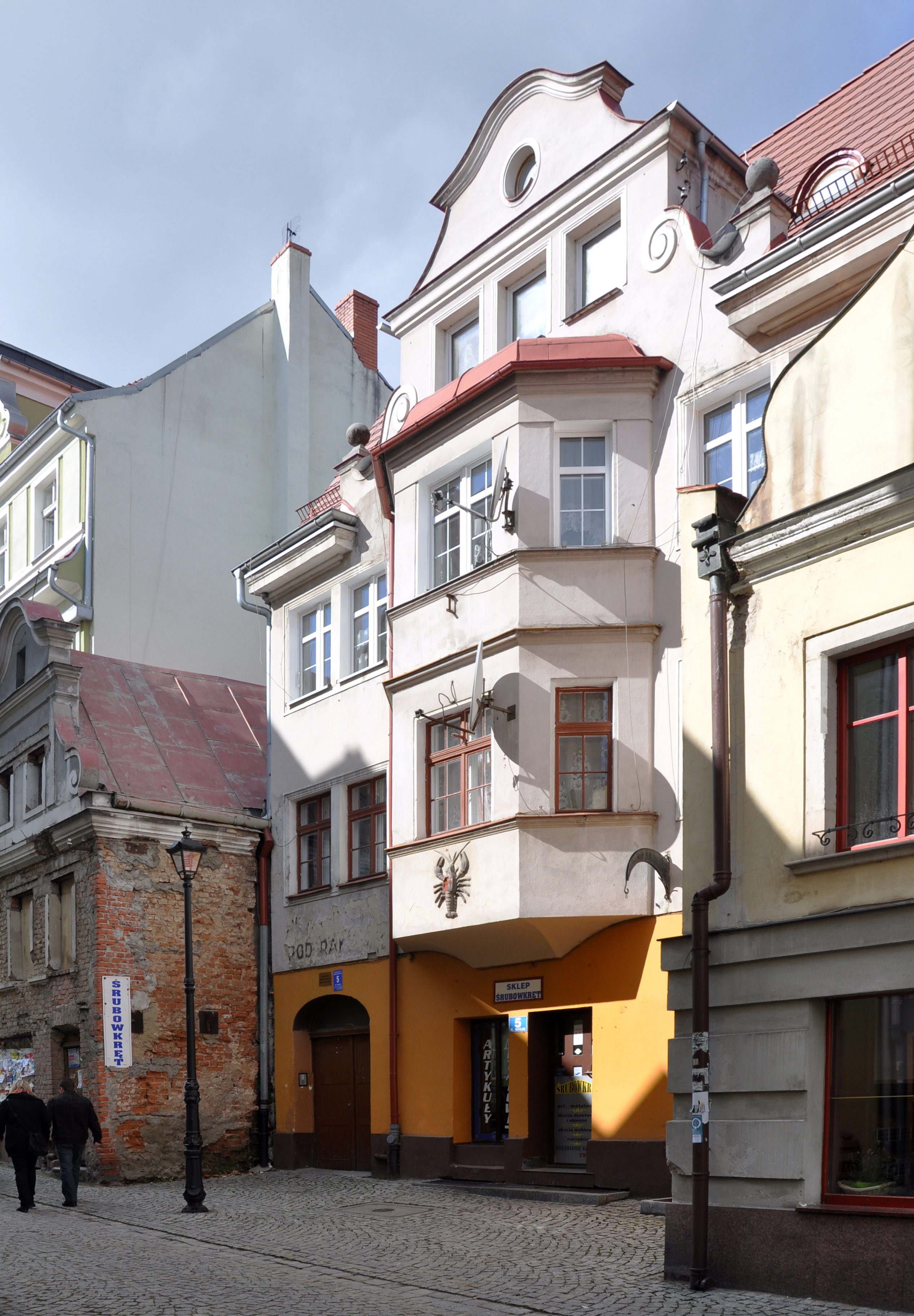
Kamienica Pod Rakiem

- Kamienica „Pod Rakiem” przy ul. Matejki 5 – trzykondygnacyjna kamienica zwieńczona ozdobnym szczytem w stylu barokowym z wykuszem w środkowej części elewacji frontowej; powstała w 1 połowie XVIII wieku; była przebudowana około 1910 roku i gruntownie w latach 1920–1925; od najdawniejszych czasów w miejscu tym mieścił się zajazd, który otrzymał w późniejszym okresie nazwę „Pod Czerwonym Rakiem” (niem. Gaststätte „Roter Krebs” lub Gasthaus Roter Krebs); w okresie międzywojennym na jego parterze mieścił się sklep odzieżowy pn. Josef Scharff Gerberei & Lederhandlung; współcześnie jest to kamienica mieszkalna ze sklepem „Śrubowkręt” na parterze[15]; w 1998 roku obiekt został wpisany do rejestru zabytków[16].
- Kamienice przy ul. Matejki 6, 8 i 10 – powstały w 1. połowie XIX wieku, dom nr 6 mieścił przed II wojną światową sklep odzieżowy Maxa Schindlera i Leo Glomba[17]; wszystkie trzy budynki zostały zniszczone podczas powodzi w 1997 roku i rozebrane w 2008 roku, w ich miejscu w latach 2011–2016 powstała nowa kamienica, posiadająca dwa bliźniacze szczyty, dwuspadowe dachy oraz wykusze na frontowej elewacji[18].
- Kamienica przy ul. Matejki 7 – barokowa kamienica powstała w 1 połowie XVIII wieku; posiada dwie kondygnacje i trzy trakty oraz trójosiową elewację ze szczytem; przebudowana nieznacznie w XIX wieku[19]; została wpisana w 1987 roku do rejestru zabytków[20].
- Kamienica przy ul. Matejki 9 – powstała w 1. połowie XVIII wieku i przebudowana w 2 połowie XIX stulecia; przed 1945 roku w budynku na parterze mieściła się mydlarnia i sklep drobiarski, po II wojnie światowej parter zajmował sklep mięsny, zaś współcześnie zajmuje go lombard oraz punkt kurierski[21]; budynek został wpisany w 1998 roku do rejestru zabytków[22].
- Kamienica przy ul. Matejki 11 – powstała około 1700 roku, po czym została rozbudowana w 1739 roku, stąd też w niektórych źródłach ta data podawana jest za początek jej budowy; mieściła się tu tawerna „Pod Złotym Krzyżem” (niem. Altdeutsche Bierstuben „Zum Goldenen Kreuz”), która cieszyła się dużą popularnością, dlatego też obiekt ten przechodził dalsze rozbudowy około 1760 roku, w 1 połowie XIX wieku i na przełomie XIX i XX stulecia[23]; w latach 1843–1935 tawerna wraz z browarem należała do braci Stephan[24]; lewa (zachodnia część budynku) jest najstarsza, zaś w miejscu prawej części (narożnej) jeszcze w 1737 roku znajdował się ogród – tym tłumaczy się niezwykłe załamanie sieni przejazdowej, pod kątem prostym prowadzącym na podwórze do części starszej[25][26]; po II wojnie światowej w obiekcie tym mieścił się bardzo popularny wśród mieszkańców miasta bar „Krakowianka”, a później bar „Kasztelański” należący do Powszechnej Spółdzielni Spożywców, wpisany w 1984 roku do rejestru zabytków; obiekt znaczenie ucierpiał w czasie powodzi w 1997 roku[27]; obecnie jest to trwale zabezpieczona ruina[28].
- Kamienica przy ul. Matejki 12 – powstała w 1909 roku, jest to dwukondygnacyjna kamienica w stylu neorenesansowym na planie prostokąta; jej wschodnią elewację podzieloną na trzy osie z ozdobnymi pilastrami wieńczy tympanon, nad którym znajduje się figura; obecnie jest to siedziba zakładu pogrzebowego „Concordia”[29][30].
- Budynek przy ul. Matejki 13 – powstał w końcu XIX wieku jako pralnia garnizonowa dla żołnierzy zgrupowanych w kłodzkich koszarach; po zakończeniu II wojny światowej w obiekcie ulokowano filię dzierżoniowskich Zakładów Przemysłu Dziewiarskiego „Delana”; produkcję zakładu nr 3, jak go określano, uruchomiono już w 1945 roku; początkowo wytwarzano w nim kołdry, a następnie bieliznę damską; organizowano również kursy krawieckie dla kobiet; zakład działał do 1992 roku, po czym kilkakrotnie otwierano w nim prywatne pracownie krawieckie; obecnie obiekt stoi pusty[31]
- Budynek gastronomiczny przy ul. Matejki 15 – powstał na początku lat 90. XX wieku jako bar, obecnie znajduje się w nim salon gier[32]